# Eddy Alvarez
Pour les articles homonymes, voir Alvarez.
Eduardo Alvarez est un patineur de vitesse sur piste courte américain puis joueur professionnel de baseball, né le 30 janvier 1990 à Miami, en Floride. Il remporte la médaille d'argent du relais masculin aux Jeux olympiques d'hiver de 2014, à Sotchi.

## Patinage de vitesse
Joueur de baseball au poste d'arrêt-court à l'école secondaire et au collège communautaire de Salt Lake City, il abandonne ce sport pendant six ans pour se concentrer sur le patinage et sur son rêve de participer aux Jeux olympiques. Avarez fait partie du relais américain champion du monde junior en 2009 sur 3 000 mètres piste courte. Des blessures aux genoux lui font rater la qualification pour les Jeux de Vancouver en 2010. Il fait une bonne saison de coupe du monde 2013-2014 avec une médaille de bronze individuelle et deux médailles, or et argent, en relais. Il se qualifie aux Jeux olympiques de 2014 où il remporte l'argent en relais. Il met un terme à sa carrière de patineur de vitesse après les Jeux pour se retourner au baseball.

## Baseball
En juin 2014, il signe un contrat des ligues mineures avec les White Sox de Chicago, une équipe de la Ligue majeure de baseball,. Il commence sa carrière professionnelle de joueur de baseball dans les ligues mineures en 2014 avec l'un des clubs-écoles des White Sox.